# Grup modernista de Reus

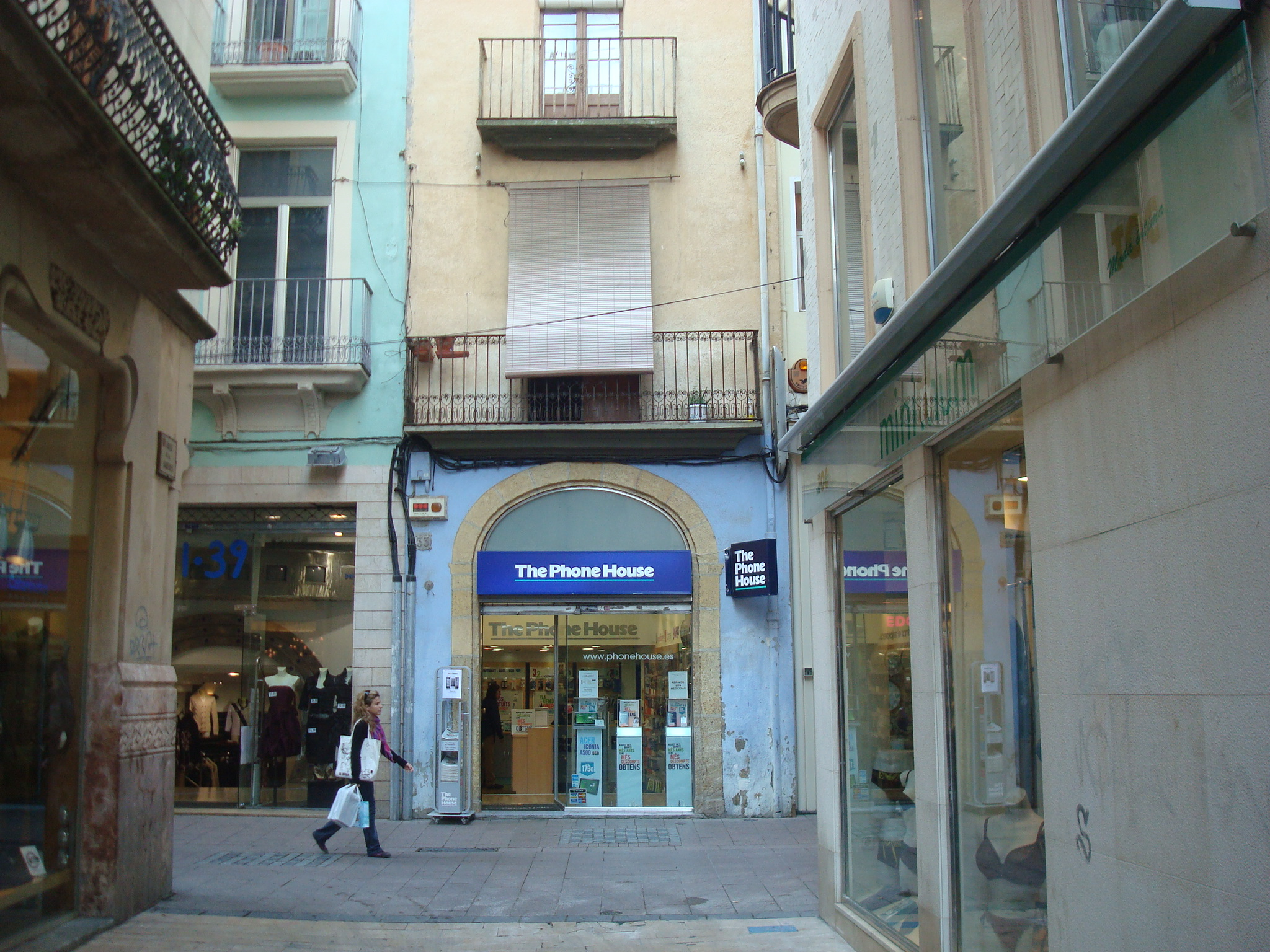
carrer de Jesús, 33, lloc on era la llibreria La Regional

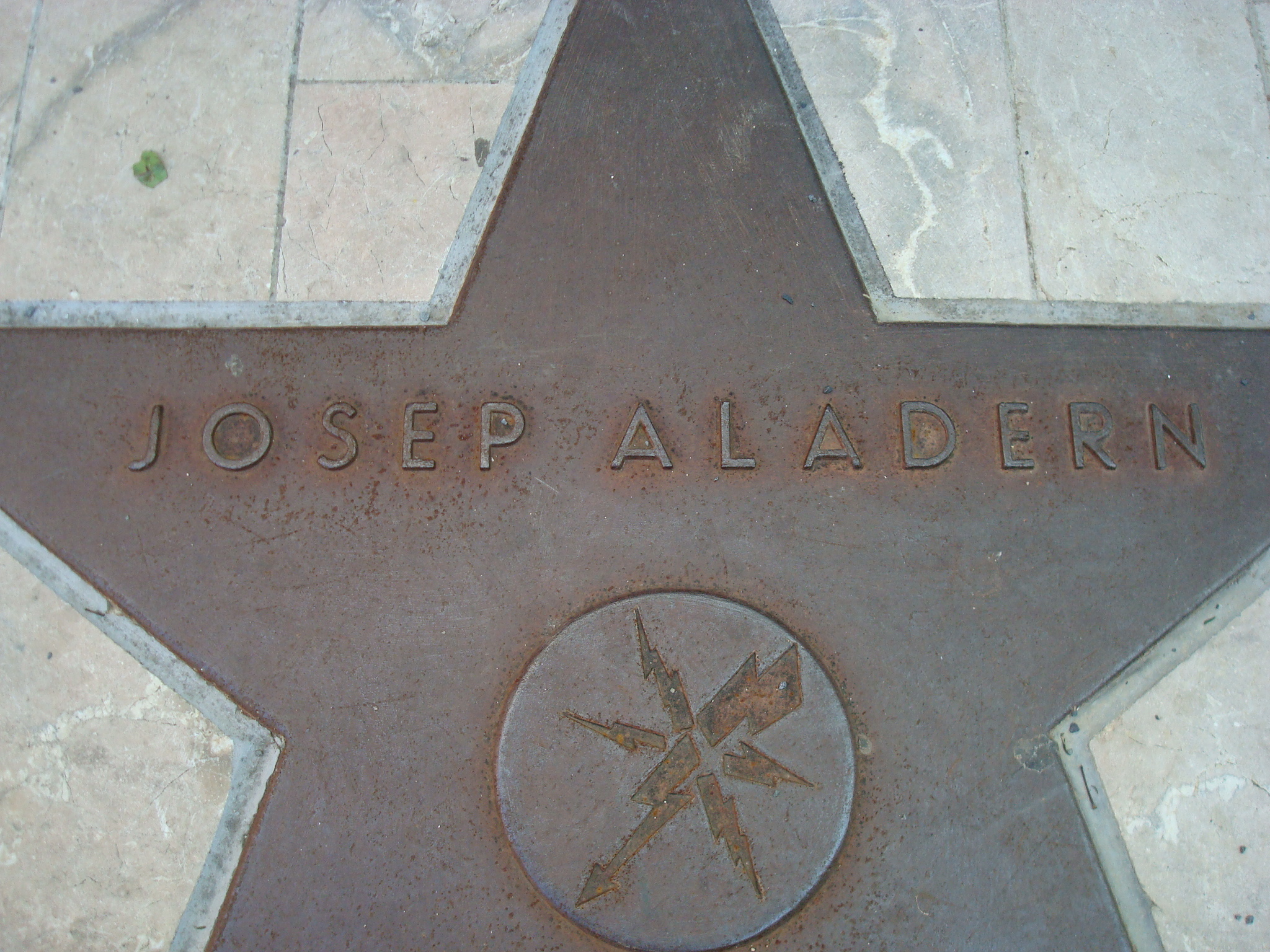
Estrella de Josep Aladern

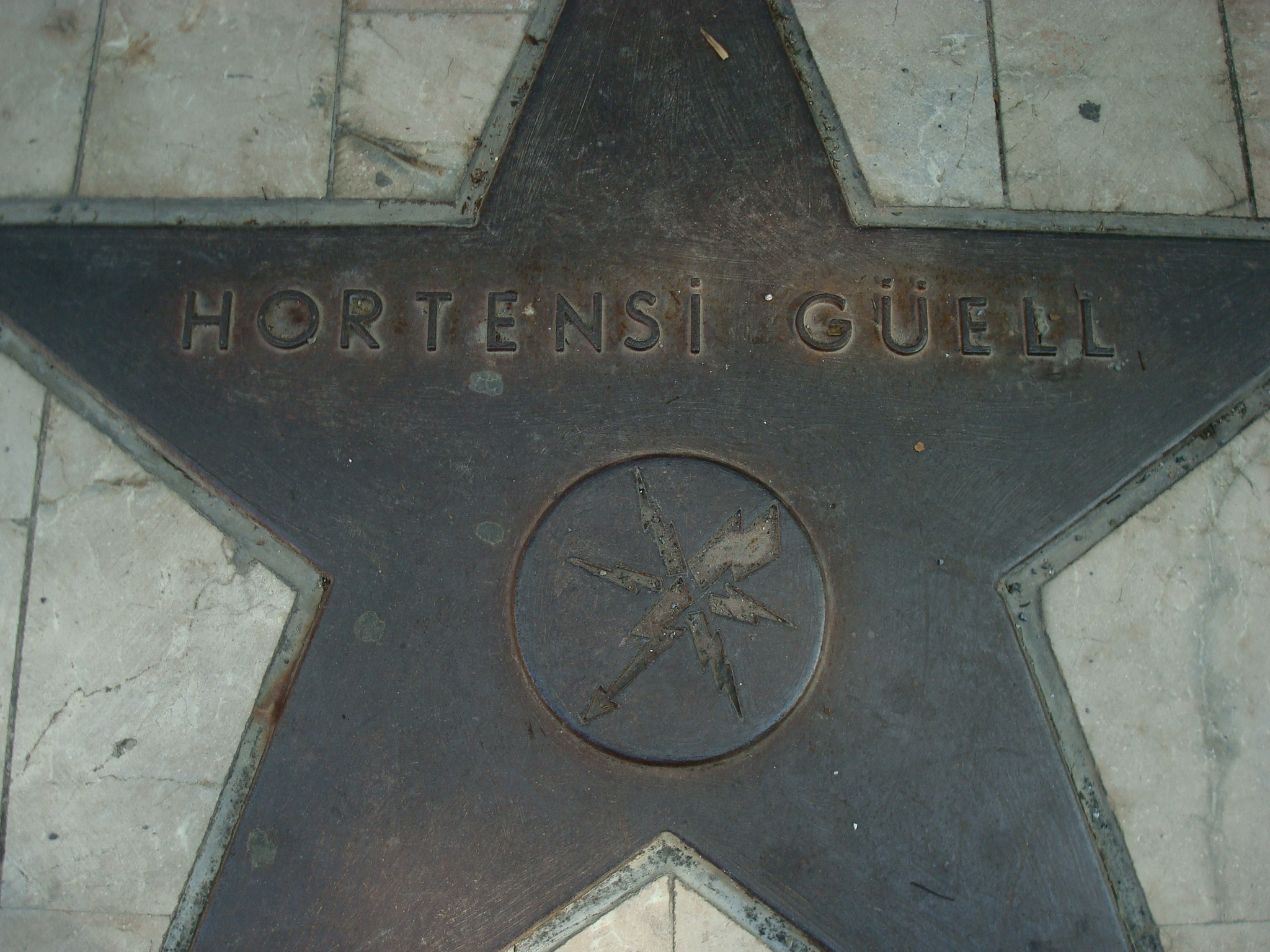
Estrella d'Hortensi Güell

El Grup Modernista de Reus o Colla de ca l'Aladern va ser un grup d'escriptors molt joves que durant els anys 1897 i 1898 es van aplegar al voltant de Cosme Vidal (que signava Josep Aladern i d'aquí el nom del grup) a la seva impremta-llibreria "La Regional".

## Origen i components del Grup
La llibreria era el centre de la inquieta vida literària del moviment modernista a la ciutat en el seu vessant més progressista i catalanista radical, com a oposició als plantejaments literaris més conservadors dels escriptors que participaven en el corrent de la Renaixença. Segons Pere Cavallé, "a ca l'Aladern s'hi entrava per primera vegada per a comprar uns fulls de paper i se'n sortia amb el cap ple d'il·lusions i amb el desig de provar d'escriure, quan menys un rodolí, o de publicar un periòdic d'avantguarda literària". Els components del grup, segons Magí Sunyer, són, de més gran a més petit, Josep Aladern (1869-1918), Màrius Ferré (1871-1898), Hortensi Güell (1876-1899), Miquel Ventura (1878-1930), Pere Cavallé (1880-1939), Ròmul Salleres (1880-1952), Plàcid Vidal (1881-1938), Joan Puig i Ferreter (1882-1956), Xavier Gambús (1883-1970) i Antoni Isern i Arnau (1883-1906). El Grup va tenir força incidència a la ciutat. Puig i Ferreter recordava trenta anys més tard: "Tota persona de Reus o de la contrada, amant de l'art, de la literatura, del periodisme, o simplement catalanista, passava un dia o un altre per la botiga de ca l'Aladern".
Cosme Vidal es va traslladar a Barcelona, el gener de 1899, per treballar a la redacció de La Veu de Catalunya i va tancar la botiga. La Colla es va diluir immediatament. Segons Magí Sunyer es va produir una ràpida dispersió dels membres del grup. Dels deu components principals de la colla només dos van seguir a Reus, Pere Cavallé i Xavier Gambús, que marxà el 1906. Els altres van desaparèixer de la vida literària local per diferents motius: Màrius Ferré va morir l'any 1898; Plàcid Vidal, Joan Puig i Ferreter i Ròmul Salleres, el 1899, van marxar a Barcelona a seguir els seus projectes literaris; Hortensi Güell es va suïcidar el mateix 1899; i Miquel Ventura, que marxà a Madrid, i Antoni Isern, a Barcelona i a França, van deixar d'escriure o almenys de publicar durant un temps. Plàcid Vidal, que va fer una rigorosa crònica del grup, diu lacònicament: Finia el segle.
Com que el grup constituït només va existir estrictament durant un any i mig, és normal, doncs, que la producció d'obres literàries durant aquest període fos baixa. No obstant això, l'obra dels membres del grup va continuar i, en alguns aspectes, es va mantindre en l'ideal i la forma que Cosme Vidal inculcà als seus deixebles durant els dos anys de les tertúlies a "La Regional", que es configura, d'aquesta manera, com un període de formació fonamental i determinant per als membres del grup.
Per conèixer el Grup Modernista de Reus (1897-1898) escoltem el que en va dir Miquel Ventura que, de forma irònica, en delimità els conceptes: "Les qüestions que tractavem eren serioses i transcendentals: philosophia, literatura, art, catalanisme, sociologia, etz. En philosophia, érem escèptics; en literatura, modernistes; en art, futuristes; en catalanisme, ultra-radicals; i en sociologia ácrates". La ideologia del Grup provenia de l'Aladern.

## Revistes
Josep Aladern ja era conegut abans d'establir-se a Reus, com a escriptor i home de cultura i Màrius Ferré, publicava al diari republicà federalista La Autonomía afí a la seva ideologia. Tots els altres membres del Grup van desenvolupar les seves activitats a l'entorn de "La Regional", encara que l'Hortensi Güell hagués publicat articles en castellà anteriorment i Puig i Ferreter, alguns versos a La Barretina només amb tretze anys. Però la majoria d'integrants de la Colla van començar les seves aventures literàries a les revistes que van editar.
L'Aladern ja havia tret al carrer, l'any 1893, dos números de La Gent del Llamp: periòdic setmanal, literari, artístic, científic i musical com a portaveu del jovent del Camp de Tarragona, que començava a proposar criteris modernistes en la línia més radical que s'emparenta amb l'anarquisme. La revista més important del Grup va ser La Nova Catalunya, que va tenir tres èpoques: una primera a Sitges el 1895, on en van sortir tres números. Una segona a Alcover i a Reus, el 1896 amb deu números, i la tercera, on s'integraren els membres del Grup, el 1898 a Reus, amb nou números i era la "revista de la colla". A l'etapa reusenca incorporà una "h" al títol: La Nova Cathalunya, seguint les propostes ortogràfiques de Miquel Ventura i tenia ample contingut modernista i catalanista. Reus Tranquil, confeccionat a "La Regional" pels membres més joves que s'amagaven sota pseudònims, i on sembla que al davant hi havia Xavier Gambús. Quan aquesta publicació va desaparèixer, Pere Cavallé, fent concessions a l'humorisme, publicà Lo Ventall, amb un èxit inesperat, que va propiciar la sortida, com a continuació, de Lo Lliri. En totes hi col·laboraren els components del Grup. Mig any després, desaparegut Lo Lliri, Pere Cavallé publica una altra revista, La Palma, que va ser la de més llarga vida, de l'agost de 1899 a l'octubre de 1900, amb una capçalera dibuixada per Hortensi Güell, portaveu de la Societat La Palma, on molts membres del grup hi estaven afiliats. Progressivament els integrants del Grup es van anar dispersant, però s'acolliren a les pàgines de la Revista del Centre de Lectura en la seva segona època. Van seguir publicant després a Pàtria Nova: periòdic nacionalista, fundat per Xavier Gambús i que sortí el 1905 i el 1906. Ròmul Salleres va ser a la redacció de Germinal: revista d'arts, literatura y ciencies, també el 1905 i 1906, on s'incorporaren nous elements modernistes de la ciutat, com Francesc Cubells i Florentí i hi col·laboraven Puig i Ferreter i Plàcid Vidal. Ars: revista del Centro de Lectura recollí també als membres dispersos de la Colla. L'última revista reusenca de l'Aladern, El Rossinyol, volia incorporar i formar nous escriptors. Athenaeum: revista del Centro de Lectura va tenir diversos components del grup com a col·laboradors. El darrer reducte del modernisme reusenc va ser la revista Foc Nou, el 1910 i 1911, que va publicar un número d'homenatge a Antoni Isern. La majoria d'aquestes revistes publicaren fulletons, on sortien per fascicles diverses obres dels modernistes, pròpies o traduccions de la literatura europea contemporània. Tots els components del Grup publicaren també a la premsa reusenca de l'època: Lo Somatent, La Autonomía, publicació on el 1899 la majoria de membres de la colla participaven en una secció "Los viernes de La Autonomía" d'un clar contingut de creació literària i intel·lectual, Reus Literari, L'Escut de Reus, La Trompeta, El Veloz, l'Eco del Centro de Lectura, El Pandemonium, i altres.

## Projectes
De les tertúlies de "La Regional" en van sortir multitud d'idees, lligades a la cultura i a la llengua i mai realitzades, idees que ara poden portar al "somriure irònic" com diu Magí Sunyer.
Segons Miquel Ventura, primer havien de constituir un "Institut Català d'Estudis Filològics" que s'havia d'encarregar dels següents temes
- Publicar les gramàtiques i diccionaris de totes les llengües clàssiques i modernes per a ús dels catalans
- Elaborar un "Diccionari català" "nacional, dialectal, monumental i ... piramidal". Un diccionari enciclopèdic, d'autoritats, del llenguatge antic i modern, amb transcripció fonètica, amb etimologies, i amb la correspondència "en vuit o deu idiomes"
- Publicar en edicions de bibliòfil els clàssics catalans en transcripció moderna
- Editar en català tractats d'història de totes les literatures
- Crear una "Biblioteca dels millors autors del món", per a la qual s'havien de traduir al català les obres literàries més importants i recopilar els autors catalans
- Obrir museus de tota mena: de ventalls, d'armes, de fòssils, de ferros, de rajoles, de pintures, de robes, de pedres, de segells, de postals, d'herbes, de mariscs, d'autògrafs, de retrats, de plats i tupins, de monedes, etc.

Alguns projectes van ser realitzats en part: Miquel Ventura i Josep Aladern van començar a recollir fitxes per al diccionari. Les de Miquel Ventura van fer cap a la calaixera de Mossèn Alcover, i l'Aladern va publicar l'any 1904 dos volums d'un Diccionari popular de la llengua catalana en col·laboració amb Marià Grandia, que se n'encarregà de la part etimològica. La Colla també es va dedicar a traduir autors estrangers: Aladern va fer conèixer des de Lo Somatent, Reus Tranquil i La Nova Cathalunya treballs de Leopardi, Musset, Daudet, Richepin, Berthant i Unamuno, Plàcid Vidal va traduir Leopardi a La Palma, Ventura publicà Manfred de Lord Byron el Juli Cèsar de Shakespeare, i el Contracte social de Rousseau. Altres membres de la Colla publicaren a la Revista del Centre de Lectura i a Pàtria Nova textos de Verlaine, Anacreont, D'Annunzio, Tasso, Perbòsc, i versions de cançons populars angleses i rondalles daneses.